# Baloldali Blokk
A Baloldali Blokk nevű magyar politikai szövetség a kommunisták kezdeményezésére jött létre 1946. március 5-én és 1948-ig működött. Résztvevői voltak a Magyar Kommunista Párt, a Magyarországi Szociáldemokrata Párt, a Nemzeti Parasztpárt és a Szakszervezeti Tanács.
Valódi célja a kormánykoalícióban részt vevő kommunisták részéről a miniszterelnököt (Nagy Ferenc) is adó legnagyobb kormánypárt, a Független Kisgazdapárt felszalámizásának megkezdése azzal a váddal, hogy a kisgazdapárt jobbszárnya a földreform eredményeinek felszámolásán és egyéb "reakciós" terveken dolgozik. A Nemzeti Parasztpárt egyes politikusai ugyanakkor azt várták a szövetségtől, hogy hozzájárulhat a kisgazdák egyes általuk túl jobboldalinak tekintett politikusainak kiszorításához.
A hivatalos érvelés szerint a Baloldali Blokk céljai a következők voltak: Egyeztetni kívánta a tagszervezetek politikai jellegű küzdelmeit a demokratikus vívmányok, mint például a földreform megőrzése érdekében, különösen a Független Kisgazdapárt környezetében megjelenő jobboldali, néhol szélsőjobboldali nacionalista eszméket hangoztató elemekkel szemben. A Blokk kiállt az államosítási program megvalósítása, a közigazgatás „megtisztítása” és a bankok teljes állami ellenőrzés alá vonása mellett. „Mindezek a gazdasági rendszabályok elválaszthatatlanul összefüggnek a politikai reakció elleni erélyes harccal” – írta akcióprogramjában a Baloldali Blokk.

## Előzmények

### Kettős hatalom
Az 1945. november 4-én tartott választásokat a kommunista párt csalódására a Kisgazdapárt nyerte meg a szavazatok 57%-át összegyűjtve. Ennek ellenére az országot megszállva tartó erőket képviselő Szövetséges Ellenőrző Bizottság kívánságára nagykoalíciós kormány alakult a kommunisták, a Szociáldemokrata Párt és a Nemzeti Parasztpárt részvételével is, de a miniszterelnöki posztot a kisgazda Nagy Ferenc tölthette be.
A Kisgazdapárt hatalmát erősen korlátozta, hogy aránylag jelentősen kevesebb állami és önkormányzati kulcsposztot kaptak, mint a koalíciós partnerek. Másfelől a településeken a hatalmat a kezükben tartó, a szovjet katonai kommandatúrák alatt szerveződő nemzeti bizottságok és egyéb intézmények, mint a pártközi értekezlet, paritásos alapon álltak fel, így a kisgazda küldötteket a másik három párt könnyen leszavazhatták (bár a kisgazdák, illetve a parasztpárti politikusok egy része közt sokáig volt hajlam az együttműködésre). Az önálló rendeletalkotási joggal felruházott Gazdasági Főtanács a kommunista Vas Zoltán, a belügyminisztérium a kommunistákhoz húzó parasztpárti Erdei Ferenc kezében volt.
Az instabil konglomerátumnak tartott Kisgazdapárttól valamennyi párt szeretett volna szavazatokat szerezni, a kommunisták pedig nem tették világossá, hogy ők nem csak a Kisgazdapártot, hanem valamennyi koalíciós partnerüket fel akarják számolni, sőt a demokrácia védelmezőinek mutatták magukat. A Kisgazdapártra és személyesen a miniszterelnökre jelentős nyomást gyakoroltak a szovjet megszállók is. 

### Közvetlen előzmények
A Blokk megszervezéséhez az adta az ürügyet, hogy a Kisgazdapárt, amelyet koalíciós partnerei már addig is keményen támadtak, az 1945-ös földreform során elkövetett túlkapások felülvizsgálatát helyezte kilátásba.
A változtatások a parasztság módosabb rétegeivel szemben elkövetett visszásságokat orvosolták volna. A frissen kapott földjeiket féltő szegényebb parasztokban így a koalíciós partnerek félelmet és az irigységet igyekeztek kelteni, a szélesebb szavazótömegeknek pedig azt mondták: alig vagyunk túl a földreformon, a kisgazdák közti "reakciós" elemek máris a visszarendezésen törik a fejüket és veszély fenyegeti a bűnös előző rendszert megreformálni igyekvő törekvéseket.
A kisgazdaellenes politikai kampány azután hágott a tetőpontra, amikor a kisgazda földművelésügyi miniszter, a később letartóztatott Kovács Béla megbízásából Kerék Mihály az Országos Földhivatal igazgatója 1946 januárjára elkészítette a földreform visszásságainak rendezésére irányuló tervezetét. A koalíciós pártok nyomására Nagy Ferenc miniszterelnök visszahívta tárcája éléről Kovácsot, a tervezetet pedig elvetették. Mindez azonban már nem volt elég, a koalíciós partnerek elhatározták magukat a Kisgazdapárt elleni támadás elindítására.

## Megalakulás
A szövetség 1946. március 5-én alakult. Ezen a megbeszélésen képviseltette magát a kisgazdák Ortutay Gyula vezette (a kommunistákhoz húzó) szárnya is és el is fogadták a kommunisták nyilatkozattervezetét, de taktikai okokból a szövetség úgy döntött, hogy Ortutayék ne vegyenek részt a Blokkban hivatalosan. Március 7-én a Baloldali Blokk háromszázezres tömegtüntetést szervezett Budapesten „Ki a nép ellenségeivel a koalícióból!” jelszóval.
A tüntetéssel egyidőben a Kisgazdapártba beépült kommunisták sikertelen kísérletet tettek arra, hogy egy Gyomán (a mai Gyomaendrőd) rendezett gyűlésen megalakítsák a párt szegényparaszti tagozatát, azaz gyakorlatilag kettészakítsák a pártot. A kommunisták lapjában, a Szabad Népben azonban a tüntetés napján megjelentettek egy nyilatkozatot, amelyben a „Független Kisgazdapárt haladó demokratái egyetértenek a Magyar Kommunista Párt, a Szociáldemokrata Párt és a Nemzeti Parasztpárt harcával a reakció ellen. Kérjük és kívánjuk pártunk vezetőségétől, hogy ezt a harcot pártunk reakciós csoportja ellen nyomban indítsa meg, és velük szemben a konzekvenciákat haladéktalanul vonja le. Hisszük, hogy mindez pártunk, a magyar demokrácia, egyben a magyar jövendő megerősödését szolgálja.”

## A kisgazdák üldözése
A Blokk működését megnyitó tüntetésen Rákosi Mátyás arra szólított fel, hogy a „a demokráciában helye van a tömegmozgalmaknak, a nép jogosult arra, hogy kezébe vegye az igazságszolgáltatás ügyét.” A következő hónapokban rendszeressé váltak a „népítéletek”. „A népítéletek számos esetben fordultak köztisztviselők elleni fizikai atrocitásba, helyenként lincselésbe, illetve antiszemita pogromba. A szociáldemokraták és a parasztpárt statisztáló támogatását élvező kommunisták ezzel kívánták demonstrálni a kisgazdáknak, hogy – úgymond – ti a parlamentben, mi az utcán vagyunk többségben” - mondta a korszakról szóló előadásában a Mindentudás Egyetemén Gyarmati György történész.
A népítéletek az úgynevezett B-listázást egészítették ki a maguk eszközeivel, amellyel törvényes tisztogatásokat végeztek a közigazgatásban. A népítéletek és a B-listák a hivatalos ideológia szerint az előző rendszer kompromittálódott hivatalnokait távolították el, valójában azonban a kommunisták érdekeit szolgálták a kulcspozíciók elfoglalásában és politikai ellenfeleik ellehetetlenítésében. Részben és az idő előrehaladtával egyre inkább ezt a célt szolgálták az 1945 és 1950 között működött népbíróságok is.
Ugyanakkor a Baloldali Blokk megakadályozta az önkormányzati választások megtartását is, amit a kisgazdapártiak (és mások, például a parasztpárti Kovács Imre) azért sürgettek, mert ezzel meg lehetett volna szabadulni a kettős hatalom fontos bázisát jelentő, a településeken nem demokratikus módon, szovjet mintára született irányító bizottságoktól.
A kommunista irányítás alatt álló politikai rendőrség által kiötlött koncepciójú Magyar Közösség üggyel fontos kisgazda politikusokat kívántak kompromittálni és hamisításokkal, erőszakkal kicsikart vallomásokkal azt a látszatot keltették, mintha a demokrácia elleni összeesküvés zajlana. Ez az ügy vezetett a kisgazdapárti Kovács Béla letartóztatásához 1947. február 25-én, ami csak a kezdete volt a Kisgazdapárt lefejezésének és feldarabolásának.

## Új választások
A Baloldali Blokk nyomására történt, hogy – bár még két éve sem működött az 1945. november 4-én megválasztott kisgazda többségű nemzetgyűlés – Tildy Zoltán köztársasági elnök 1947. július 25-én feloszlatta és új választásokat írt ki 1947. augusztus 31-ére (miután hajtóvadászatot indítottak a kisgazdapárt vezető politikusai ellen). A Baloldali Blokkba tömörült pártok ezzel tulajdonképpen megbuktatták a kisgazdák vezette koalíciós kormányt, a kommunisták pedig nagy lépést tettek az egyeduralom megszerzése felé. A kommunisták a helyzetet arra is felhasználták, hogy módosítsák a választójogi törvényt, félmillióval szűkítve a választásra jogosultak körét, illetve megkönnyítve a kis pártoknak a bejutást a parlamentbe (aminek a következménye a Kisgazdapárt felaprózódása lett – de még mindig nem a kommunisták túlsúlya).

## Választási eredmények
| Választások | Szavazatok száma | Szavazatok aránya | Mandátumok száma | Mandátumok aránya | Parlamenti szerepe    |
| ----------- | ---------------- | ----------------- | ---------------- | ----------------- | --------------------- |
| 1945-ös     | 1 950 062        | 41,24%            | 162 (70+69+23)   | 39,60%            | kormánykoalíció része |
| 1947-es     | 2 266 581        | 45,39%            | 203 (100+67+36)  | 49,39%            | kormánykoalíció része |

- Mandátumok eloszlása: MKP + MSZDP + NPP
- Csak ezen a két választáson működött